# Vpadina Proval
Vpadina Proval (englische Transkription von russisch Впадина Подлёдная Wpadina Prowal, deutsch ‚Fehlerhafte Höhlung‘) ist ein Graben im Mac-Robertson-Land. Er liegt südlich des Pickering-Nunataks am Ostrand des Amery-Schelfeises in der Prydz Bay.
Russische Wissenschaftler benannten ihn.